# Басовка (Хмельницкая область)
Басовка (укр. Басівка) — село в Городокском районе Хмельницкой области Украины.
Население по переписи 2001 года составляло 171 человек. Почтовый индекс — 32045. Телефонный код — 3251. Занимает площадь 1,115 км². Код КОАТУУ — 6821285502.

## Местный совет
32045, Хмельницкая обл., Городокский р-н, с. Новое Поречье, ул. Центральная, 84